# Глікозилювання за Форбрюггеном

Глікозилювання за Форбрюггеном

Глікозилювання за Форбрюггеном (рос. гликозилирование по Форбрюггену, англ. Vorbrüggen glycosylation) — хімічна реакція силільованих гетероциклічних основ з перацильованими цукрами в присутності кислот Льюїса з утворенням натуральних нуклеозидів. Якщо у молекулі цукру відсутній 2α-ацилокси замісник, одержується аномерна суміш.